# عشق خوب
عشق خوب (اسپانیایی: El buen amor‎) یک فیلم عاشقانه اسپانیایی است که در سال ۱۹۶۳ منتشر شد. این فیلم که دربارهٔ یک روز از زندگی زوجی در تولدو است در جشنواره فیلم کن ۱۹۶۳ به نمایش درآمد.

## بازیگران
- سیمون آندرئو
- مارتا دل بال
- لوئیسا مونیوس
- انریکه پلایانو
- چیرو برمخو
- اسمرالدا آدان
- خوان تورس
- فرانسیسکو سرانو
- لوئیس ریکو